# Sinner DC
Sinner DC (stylisé en SINNER DC) est un trio/duo de musique électronique originaire de Genève en Suisse et formé en 1994.

## Formation(s)
- Manuel Bravo - Guitare et chant (depuis 1994), électronique (depuis 2000)
- Julien Amey - Basse (1994-2014)
- Steve Mamie - Percussions et programmation (depuis 2001)
- Ulf Lindquist - Batterie et clavier (1994-1999)
- Michel Blanc - Batterie et clavier (1999-2001)

## Biographie
Sinner DC est formé en 1994 par Manuel Bravo, Ulf Lindquist et Julien Amey.
Après avoir enregistré deux 45 tours vinyl autoproduits (Moneyhurts en 1994 et Superhate en 1995), ils sortent leur premier album Dog VS Babysitter en 1996, puis un deuxième Panoramic en 1998, les deux sous le label suisse Noise Product.  Le 3ème album Ursa Major est paru en 2001 sous le label français Spirit Of Jungle. Ce dernier sera suivi en 2002 d'un album de remixes et raretés ; Video & Audio, contenant des pistes audio ainsi que des clips.
Après le départ de Ulf Lindquist en 1999, suivi d'un intérim avec Michel Blanc, ils sont rejoints en 2001 par Steve Mamie qui s'occupera de la section rythmique, époque à laquelle ils choisissent de s'orienter plus résolument vers la musique électronique en cherchant à se détacher de leurs influences antérieures.
En 2005, après plusieurs collaborations au sein de compilations de musique électronique sort leur album Arkle Parkle Avenue par le label britannique Tritone Records. Il reçoit de nombreuses critiques élogieuses provenant de la presse spécialisée et des blogs,.
Puis le groupe rejoint le label britannique Ai Records pour une série de parutions. Leur album Mount Age sort en 2006. Celui-ci sera remixé en 2007 et ressorti sous le titre Montage par des artistes tels que Sonic Boom (Peter Kember), Piano Magic, Future Conditional, Water Lilly, Mjuc et Dave Apple. L'album Crystallized sorti en 2009, est une fois de plus reçu avec enthousiasme par la critique.
Ils livrent également en 2010 un album live intitulé Performance, capté en juillet  de la même année à Genève et consistant en un seul titre d'une durée de quarante minutes joué en live. Ce disque, au départ uniquement diffusé au Japon en édition limitée, marquera le début de leur collaboration avec le label Mental Groove Records qui le proposera par la suite en trois éditions différentes.
Après diverses collaborations et plusieurs EP, Mental Groove Records produit Future That Never Happened en 2012 ,. Cet album sera très bien accueilli et figure dans le Top 10 des albums 2014 de la rédaction du magazine Les Inrockuptibles. Il sera ensuite remixé par des artistes tels que Sonic Boom (Peter Kember), Ghostape, Marco Repetto, Pedro Magina, Lungwah, Miruga, Velvejin, Colony, Sphontik & Zwei Kreise et publié en 2014 sous le titre Ambient Mixes. Depuis cette parution, le groupe est devenu un duo avec Manuel Bravo et Steve Mamie.
En 2016, Mental Groove Records et le Musée d’ethnographie de Genève sortent conjointement MEG/CDG. Pour composer ce nouvel album, le duo a puisé dans les Archives Internationales de Musiques Populaires (AIMP) conservées au Musée d’ethnographie de Genève, utilisant quelques morceaux de musiques populaires enregistrées dans le sud des Etats-Unis en 1937 et 1939, au Niger et en Roumanie dans les années 1950 comme base de travail pour composer 5 pièces.
Sinner DC s'est produit plus de 200 fois dans une dizaine de pays européens et travaille à la sortie d'un projet intitulé MAPS en collaboration avec Peter Kember (Sonic Boom).